# Adalbero de Stiria
Adalbero, supranumit cel Aspru (d. 1086 sau 1087), aparținând dinastiei Otakar, a fost margraf de Stiria din 1064 până în 1082.

## Biografie
Adalbero a fost succesorul margrafului Ottokar I de Stiria. El a fost de partea împăratului în Controversa pentru învestitură, ceea ce a generat un conflict cu fratele său mai tânăr, Ottokar al II-lea, care se afla de partea papalității. Acesta a devenit margraf de Stiria după moartea lui Adalbero în 1082.